# Tachypleus tridentatus
Espèce
Statut de conservation UICN

 EN A4bcd : En danger
Tachypleus tridentatus ou Limule d'Asie du Sud-Est est une des quatre espèces connues de limule. 

## Description
Cette limule mesure de 40 à 60 centimètres. Comme toutes les limules elle est constituée d'une tête et d'un thorax fusionnés et recouverts d'une carapace, d'un abdomen épineux et d'un aiguillon caudal.
La pollution et la destruction de son habitat menace la survie de cette espèce.

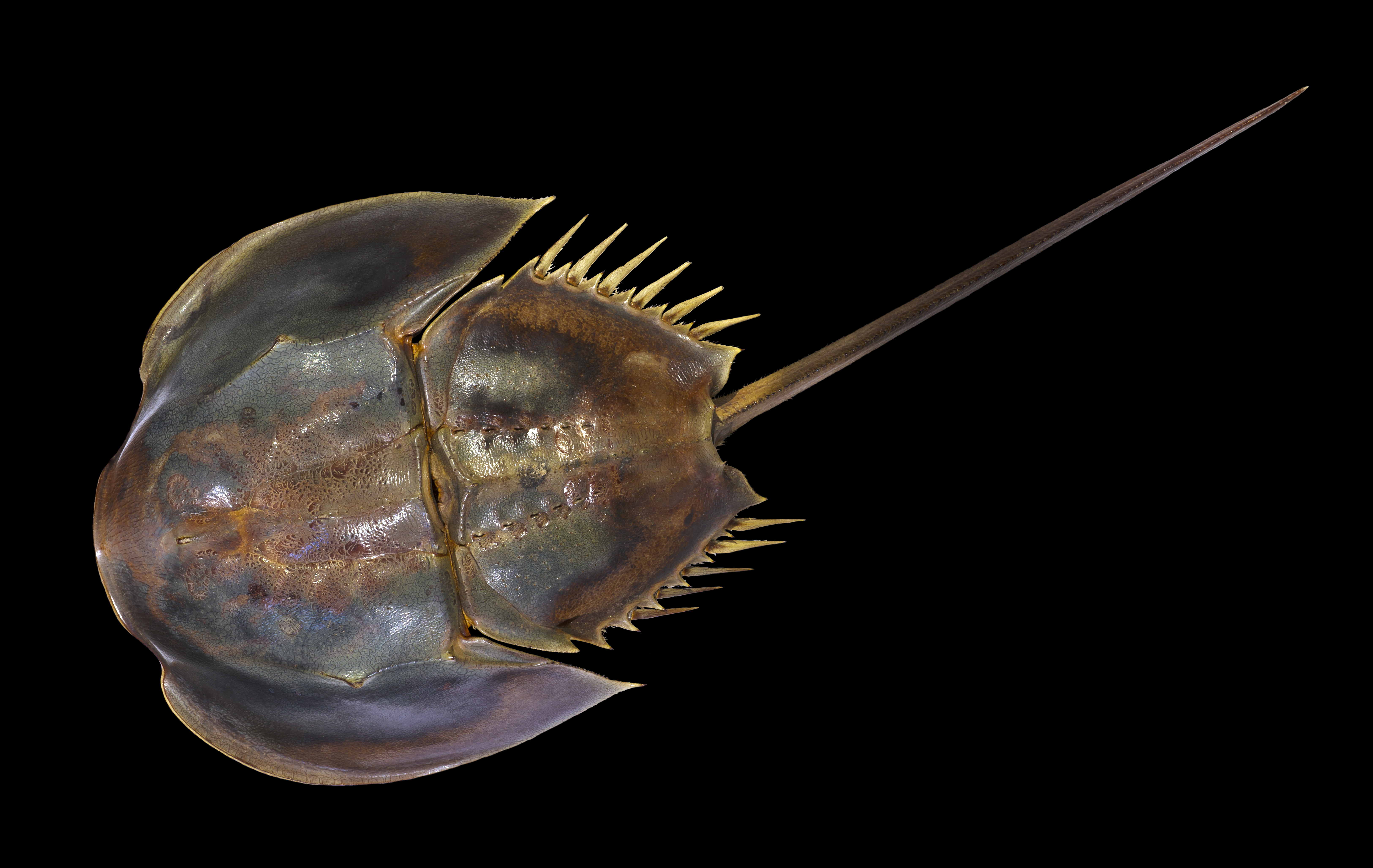
Vue dorsale
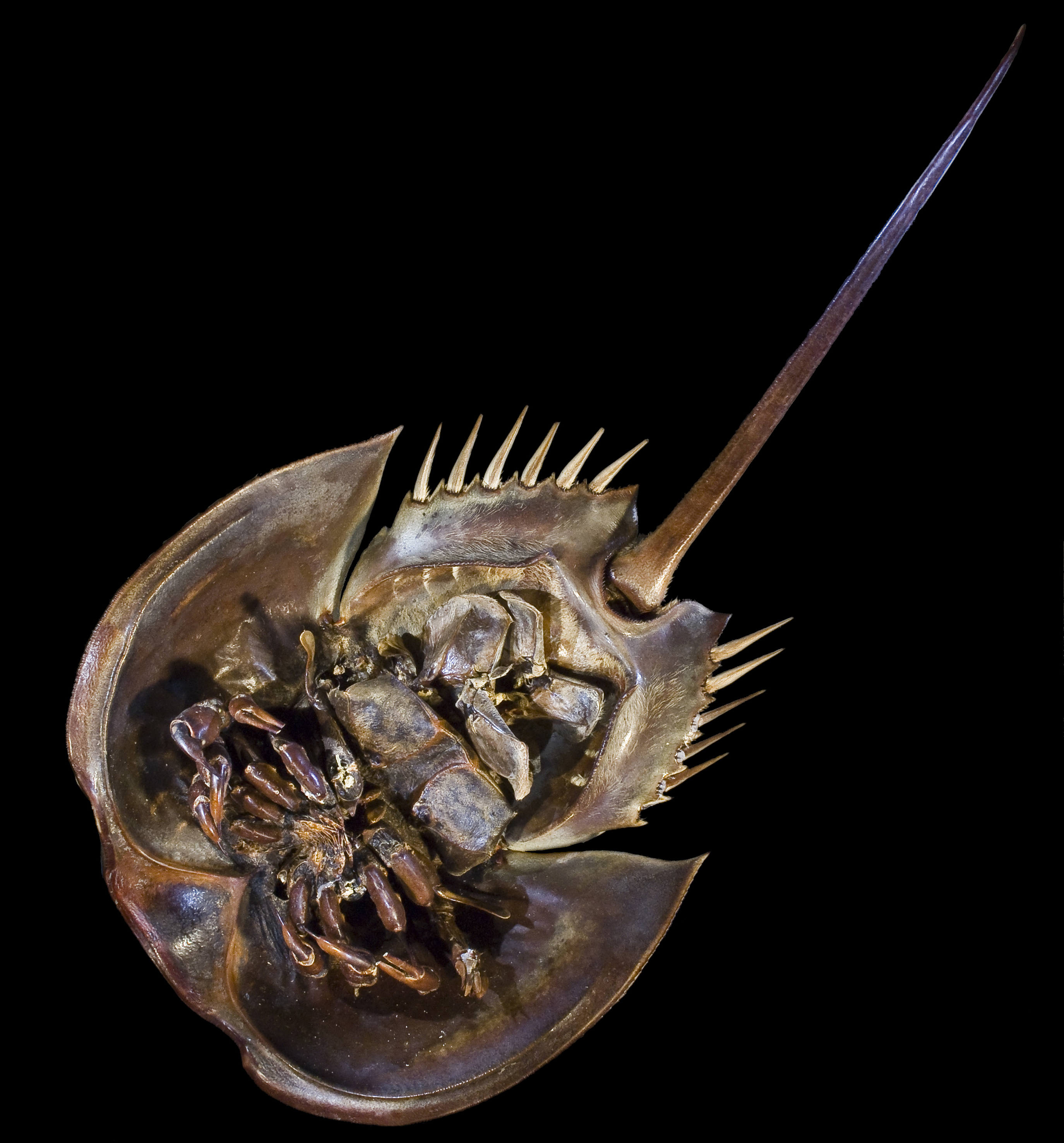
Vue ventrale
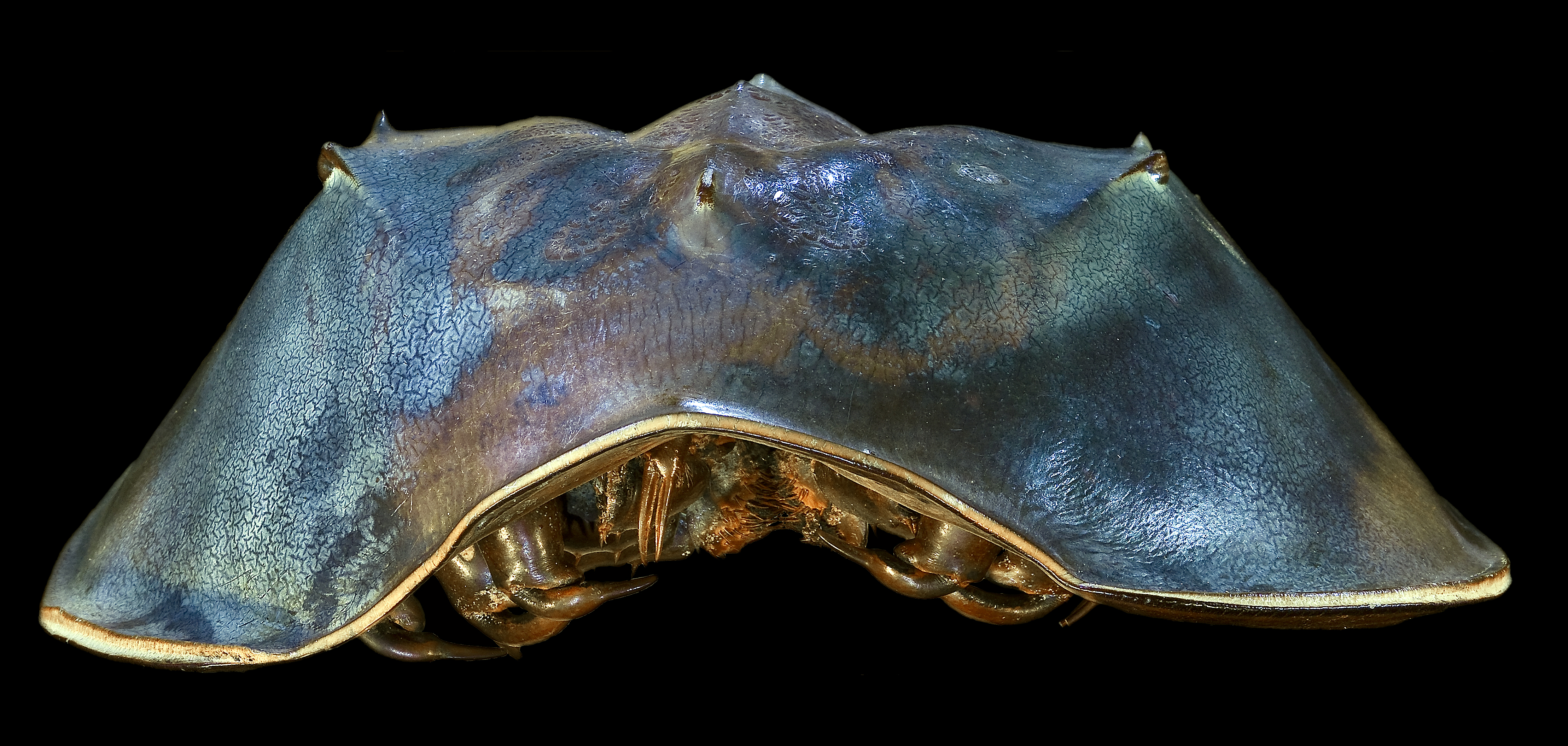
Face

## Répartition
Cette espèce est présente au Japon, en Chine, à Taiwan, au Vietnam, en Indonésie, en Malaisie, au Brunei et aux Philippines.